# Force of Evil
Force of Evil (bra Força do Mal) é um film noir americano de 1948 dirigido por Abraham Polonsky, que já ganhara destaque pelo roteiro de Body and Soul, de 1947, também estrelado por John Garfield.
Em 1994 o filme foi selecionado para preservação através do National Film Registry pela Biblioteca do Congresso dos Estados Unidos por ser considerado "culturalmente, historicamente ou esteticamente significativo".
O filme faz parte da lista dos 1000 melhores filmes de todos os tempos do The New York Times.